# Élections fédérales australiennes de 1993
Des élections fédérales se tiennent le 13 mars 1993 en Australie afin d'élire les 147 sièges de la Chambre des représentants et 40 des 76 sièges du Sénat. Ces élections initient la 37e législature du Parlement d'Australie.

## Résultats

### Chambre des représentants
| Parti                    | Parti                                  | Parti                                  | Parti                                  | Voix       | Voix   | Voix | Sièges        | Sièges        |
| Parti                    | Parti                                  | Parti                                  | Parti                                  | Suffrages  | %      | +/-  | Députés       | +/-           |
| ------------------------ | -------------------------------------- | -------------------------------------- | -------------------------------------- | ---------- | ------ | ---- | ------------- | ------------- |
|                          | Parti travailliste (Labor)             | Parti travailliste (Labor)             | Parti travailliste (Labor)             | 4 751 390  | 44,92  | 5,49 | 80            | 2             |
|                          | Coalition                              | Coalition                              | Coalition                              | 4 681 822  | 44,27  | 0,81 | 65            | 4             |
|                          | Parti libéral d'Australie (Libs)       | Parti libéral d'Australie (Libs)       | 3 888 579                              | 36,77      | 2,01   | 49   | 6             |               |
|                          | Parti national d'Australie (Nats)      | Parti national d'Australie (Nats)      | 758 036                                | 7,17       | 1,25   | 16   | 2             |               |
|                          | Parti rural libéral (CLP)              | Parti rural libéral (CLP)              | 35 207                                 | 0,33       | 0,05   | 0    | en stagnation |               |
|                          | Parti démocrate australien (Democrats) | Parti démocrate australien (Democrats) | Parti démocrate australien (Democrats) | 397 060    | 3,75   | 7,51 | 0             | en stagnation |
|                          | Verts australiens (Greens)             | Verts australiens (Greens)             | Verts australiens (Greens)             | 196 702    | 1,85   | 0,48 | 0             | en stagnation |
|                          | Autres                                 | Autres                                 | Autres                                 | 220 570    | 2,09   | 0,38 | 0             | en stagnation |
|                          | Indépendants                           | Indépendants                           | Indépendants                           | 329 235    | 3,11   | 0,35 | 2             | 1             |
| Votes de préférence      |                                        |                                        |                                        |            |        |      |               |               |
|                          | Parti travailliste australien (Labor)  | Parti travailliste australien (Labor)  | Parti travailliste australien (Labor)  | 5 436 421  | 51,44  | 1,54 | 80            | 2             |
|                          | Coalition                              | Coalition                              | Coalition                              | 5 133 033  | 48,56  | 1,54 | 65            | 4             |
|                          |                                        |                                        |                                        |            |        |      |               |               |
| Votes valides            | Votes valides                          | Votes valides                          | Votes valides                          | 10 576 779 | 97,03  |      |               |               |
| Votes blancs et nuls     | Votes blancs et nuls                   | Votes blancs et nuls                   | Votes blancs et nuls                   | 324 082    | 2,97   |      |               |               |
| Total                    | Total                                  | Total                                  | Total                                  | 10 900 861 | 100,00 | N/A  | 147           | 1             |
| Abstentions              | Abstentions                            | Abstentions                            | Abstentions                            | 483 777    | 4,25   |      |               |               |
| Inscrits / participation | Inscrits / participation               | Inscrits / participation               | Inscrits / participation               | 11 384 638 | 95,75  |      |               |               |

### Sénat
| Parti                    | Parti                                  | Parti                                  | Parti                                  | Voix       | Voix   | Voix | Sièges        | Sièges        | Sièges |
| Parti                    | Parti                                  | Parti                                  | Parti                                  | Suffrages  | %      | +/-  | Sénateurs     | +/-           | Total  |
| ------------------------ | -------------------------------------- | -------------------------------------- | -------------------------------------- | ---------- | ------ | ---- | ------------- | ------------- | ------ |
|                          | Parti travailliste australien (Labor)  | Parti travailliste australien (Labor)  | Parti travailliste australien (Labor)  | 4 643 871  | 43,50  | 5,09 | 17            | 2             | 30     |
|                          | Coalition                              | Coalition                              | Coalition                              | 4 595 148  | 43,05  | 1,13 | 19            | 2             | 36     |
|                          | Candidatures conjointes Libs/Nats      | Candidatures conjointes Libs/Nats      | 2 605 157                              | 24,40      | 0,07   | N/A  | N/A           | N/A           |        |
|                          | Parti libéral d'Australie (Libs)       | Parti libéral d'Australie (Libs)       | 1 664 204                              | 15,59      | 1,03   | 11   | en stagnation | 29            |        |
|                          | Parti national d'Australie (Nats)      | Parti national d'Australie (Nats)      | 290 382                                | 2,72       | 0,12   | 1    | 2             | 6             |        |
|                          | Parti rural libéral (CLP)              | Parti rural libéral (CLP)              | 35 405                                 | 0,33       | 0,04   | 1    | en stagnation | 1             |        |
|                          | Parti démocrate australien (Democrats) | Parti démocrate australien (Democrats) | Parti démocrate australien (Democrats) | 566 944    | 5,31   | 7,32 | 2             | 1             | 7      |
|                          | Verts australiens (Greens)             | Verts australiens (Greens)             | Verts australiens (Greens)             | 314 845    | 2,95   | 0,85 | 1             | 1             | 2      |
|                          | Autres                                 | Autres                                 | Autres                                 | 553 997    | 5,20   | 0,15 | 1             | en stagnation | 1      |
|                          |                                        |                                        |                                        |            |        |      |               |               |        |
| Votes valides            | Votes valides                          | Votes valides                          | Votes valides                          | 10 674 805 | 97,45  |      |               |               |        |
| Votes blancs et nuls     | Votes blancs et nuls                   | Votes blancs et nuls                   | Votes blancs et nuls                   | 279 453    | 2,55   |      |               |               |        |
| Total                    | Total                                  | Total                                  | Total                                  | 10 954 258 | 100,00 | N/A  | 40            | en stagnation | 76     |
| Abstentions              | Abstentions                            | Abstentions                            | Abstentions                            | 430 380    | 3,78   |      |               |               |        |
| Inscrits / participation | Inscrits / participation               | Inscrits / participation               | Inscrits / participation               | 11 384 638 | 96,22  |      |               |               |        |